# Premi The Best FIFA
The Best FIFA és un premi individual, que la FIFA va decidir crear l'any 2016, amb la finalitat de reconèixer al millor jugador de futbol de l'última temporada. El premi s'atorga juntament amb altres com el de millor entrenador, millor jugadora, millor entrenador de futbol femení, premi als jugadors de l'onze ideal masculí i femení, millor porter, millor portera, millor gol (anomenat Puskás), millor aficionat i premi al fair play en una gala de celebració anual de l'organisme The Best FIFA Football Awards.
El premi aparegué en substitució de la FIFA Pilota d'Or (en francès, FIFA Ballon d'Or), premi creat el 5 de juliol de 2010, i s'atorgava anualment al millor jugador de futbol del món. Aquest premi va ser el resultat de la unificació entre la Pilota d'Or -lliurada per la revista France Football- i el FIFA World Player -lliurat per la FIFA-. El 2010 la FIFA i el grup editorial Amaury, propietari del diari esportiu France Football, van arribar a un acord segons el qual els trofeus, FIFA World Player i la Pilota d'Or passaven a formar un sol guardó que portava el nom de FIFA Pilota d'Or. Aquest es va entregar durant sis edicions, entre els anys 2010 i 2015. Dissolt el FIFA Pilota d'Or el 2016, cada entitat va continuar pel seu compte lliurant el premi als millors jugadors del món.
El nou 'The Best FIFA', es decideix mitjançant les votacions dels capitans i entrenadors de totes les seleccions nacionals de federacions afiliades a la FIFA dels cinc continents. Aquest premi a diferència del seu antecessor, afegeix la novetat que voten a més els aficionats per internet. Cada capità i seleccionador vota a tres jugadors, atorgant cinc punts al primer classificat, 3 al segon i un al tercer, amb l'única condició de no poder votar un jugador de la mateixa selecció nacional. A l'hora de votar es tenen en compte els mèrits contrets pels jugadors tant en la trajectòria duta a terme amb els seus clubs, com amb les seves seleccions nacionals. Després del recompte de vots, la FIFA convoca els tres primers classificats masculins i a les tres femenines a una gala a principis de temporada. En aquesta gala es desvetlla l'ordre final de les votacions, i es duu a terme la cerimònia entrega dels guardons.
El més guardonat com a futbolista masculí és l'argentí Lionel Andrés Messi, després del seu tercer premi The Best rebut a la cerimònia celebrada el 27 de febrer del 2023 a París.

## Història

### Separació deFrance Football
Després de la fusió durant 6 temporades de la Pilota d'Or i el FIFA World Player en un intent per unificar els dos premis que designen al millor jugador de l'any, es varen produir diversos desacords entre France Football i la FIFA que no varen transcendir a l'opinió pública. Aquests desacords van portar a la ruptura de l'acord després de tot just cinc anys.
Les dues entitats organitzadores van trencar l'acord establert tornant novament a lliurar cadascuna el seu propi premi. Així doncs, la publicació francesa va restablir la Pilota d'Or, mentre que la FIFA va inaugurar el The Best FIFA com a successor de l'històric FIFA World Player.
Després de la primera edició del premi, que fou atorgat al portuguès Cristiano Ronaldo, el guardó The Best FIFA va voler distanciar-se de la Pilota d'Or, canviant la data d'entrega a partir de la seva segona edició. Lliurat fins llavors a principis d'any, va passar a entregar-se a l'inici de la temporada futbolística (setembre o octubre), després de l'aturada d'estiu que marca la fi de la temporada futbolística en la majoria dels territoris FIFA, pretenent així designar el millor jugador de la temporada en lloc del millor de l'any, tal com continua fent la Pilota d'Or.

## Historial

### Futbolistes
(Noms i banderes segons l'època)
| Categoria masculina   | Categoria masculina                                 | Categoria masculina | Categoria masculina                              | Categoria masculina | Categoria masculina                                     | Categoria masculina |
| Edició                | Primer                                              |                     | Segon                                            |                     | Tercer                                                  |                     |
| --------------------- | --------------------------------------------------- | ------------------- | ------------------------------------------------ | ------------------- | ------------------------------------------------------- | ------------------- |
| 2016                  | Cristiano Ronaldo (Reial Madrid CF)                 | 34,5                | Lionel Messi (FC Barcelona)                      | 26,4                | Antoine Griezmann (Atlètic de Madrid)                   | 7,53                |
| 2017                  | Cristiano Ronaldo (Reial Madrid CF)                 | 43,2                | Lionel Messi (FC Barcelona)                      | 19,3                | Neymar (FC Barcelona)                                   | 6,97                |
| 2018                  | Luka Modrić (Reial Madrid)                          | 29,05               | Cristiano Ronaldo (Reial Madrid)                 | 19,08               | Mohamed Salah (Liverpool FC)                            | 11,23               |
| 2019                  | Lionel Messi (FC Barcelona)                         | 46                  | Virgil van Dijk (Liverpool FC)                   | 38                  | Cristiano Ronaldo (Juventus FC)                         | 36                  |
| 2020                  | Robert Lewandowski (FC Bayern)                      | 52                  | Cristiano Ronaldo (Juventus FC)                  | 38                  | Lionel Messi (FC Barcelona)                             | 35                  |
| 2021                  | Robert Lewandowski (FC Bayern)                      | 48                  | Lionel Messi (FC Barcelona)                      | 44                  | Mohamed Salah (Liverpool FC)                            | 39                  |
| 2022                  | Lionel Messi (Paris Saint-Germain)                  | 52                  | Kylian Mbappé (Paris Saint-Germain)              | 44                  | Karim Benzema (Reial Madrid CF)                         | 34                  |
| 2023                  | Lionel Messi (Paris Saint-Germain i Inter de Miami) | 48                  | Erling Haaland (Manchester City FC)              | 48                  | Kylian Mbappé (Paris Saint-Germain)                     | 35                  |
| 2024                  | Vinícius Júnior (Reial Madrid CF)                   | 48                  | Rodri Hernández (Manchester City FC)             | 43                  | Jude Bellingham (Reial Madrid CF)                       | 37                  |
| Categoria femenina    |                                                     |                     |                                                  |                     |                                                         |                     |
| 2016                  | Carli Lloyd (Houston Dash)                          | 20,68               | Marta Vieira (Rosengård)                         | 16,6                | Melanie Behringer (FC Bayern)                           | 12,34               |
| 2017                  | Lieke Martens (Rosengård)                           | 21,72               | Carli Lloyd (Houston Dash / Manchester City WFC) | 16,28               | Deyna Castellanos (Florida State Seminoles)             | 11,69               |
| 2018                  | Marta Vieira (Orlando Pride)                        | 14,73               | Dzsenifer Marozsán (Olympique de Lió)            | 12,86               | Ada Hegerberg (Olympique de Lió)                        | 12,60               |
| 2019                  | Megan Rapinoe (Reign FC)                            | 46                  | Lucy Bronze (Olympique de Lió)                   | 42                  | Alex Morgan (Orlando Pride)                             | 29                  |
| 2020                  | Lucy Bronze (Olympique de Lió)                      | 22,32               | Pernile Harder (VfL Wolfsburg)                   | 17,17               | Wendie Renard (Olympique de Lió)                        | 15,02               |
| 2021                  | Alèxia Putellas (FC Barcelona)                      | 52                  | Sam Kerr (Chelsea FC)                            | 38                  | Jennifer Hermoso (FC Barcelona)                         | 33                  |
| 2022                  | Alèxia Putellas (FC Barcelona)                      | 50                  | Alex Morgan (San Diego Wave)                     | 37                  | Beth Mead (Arsenal FC)                                  | 37                  |
| 2023                  | Aitana Bonmatí (FC Barcelona)                       | 52                  | Linda Caicedo (Deportivo Cali i Reial Madrid)    | 40                  | Jennifer Hermoso (Pachuca)                              | 36                  |
| 2024                  | Aitana Bonmatí (FC Barcelona)                       | 52                  | Barbra Banda (Shanghai Shengli i Orlando Pride)  | 39                  | Caroline Graham Hansen (FC Barcelona)                   | 37                  |
| Categoria de porters  |                                                     |                     |                                                  |                     |                                                         |                     |
| 2017                  | Gianluigi Buffon (Juventus FC)                      | 42,42               | Manuel Neuer (FC Bayern)                         | 32,32               | Keylor Navas (Reial Madrid)                             | 10,10               |
| 2018                  | Thibaut Courtois (Chelsea FC)                       | 59,60               | Hugo Lloris (Tottenham Hotspur FC)               | 30,30               | Kasper Schmeichel (Leicester City FC)                   | 11,10               |
| 2019                  | Alisson Becker (Liverpool FC)                       | 19,40               | Ederson Moraes (Manchester City FC)              | 17,67               | Marc-André ter Stegen (FC Barcelona)                    | 10,34               |
| 2020                  | Manuel Neuer (FC Bayern)                            | 28                  | Alisson Becker (Liverpool FC)                    | 20                  | Jan Oblak (Atlètic de Madrid)                           | 12                  |
| 2021                  | Édouard Mendy (Chelsea FC)                          | 24                  | Gianluigi Donnarumma (AC Milan)                  | 24                  | Manuel Neuer (FC Bayern)                                | 12                  |
| 2022                  | Emiliano Martínez (Aston Villa FC)                  | 26                  | Thibaut Courtois (Reial Madrid)                  | 20                  | Yassine Bounou (Sevilla FC)                             | 14                  |
| 2023                  | Ederson Moraes (Manchester City FC)                 | 23                  | Thibaut Courtois (Reial Madrid)                  | 20                  | Yassine Bounou (Sevilla FC i Al-Hilal)                  | 16                  |
| 2024                  | Emiliano Martínez (Aston Villa FC)                  | 26                  | Ederson Moraes (Manchester City FC)              | 16                  | Unai Simón (Athletic Club)                              | 13                  |
| Categoria de porteres |                                                     |                     |                                                  |                     |                                                         |                     |
| 2019                  | Sari van Veenendaal (Arsenal WFC)                   | —                   | Christiane Endler (París Saint-Germain)          | —                   | Hedvig Lindahl (Chelsea FC)                             | —                   |
| 2020                  | Sarah Bouhaddi (Olympique de Lió)                   | 24                  | Christiane Endler (París Saint-Germain)          | 22                  | Alyssa Naeher (Chicago Red Stars)                       | 10                  |
| 2021                  | Christiane Endler (París Saint-Germain)             | 26                  | Stephanie Labbé (FC Rosengard)                   | 20                  | Ann-Katrin Berger (Chelsea FC)                          | 14                  |
| 2022                  | Mary Earps (Manchester United FC)                   | 26                  | Christiane Endler (Olympique de Lió)             | 22                  | Ann-Katrin Berger (Chelsea FC)                          | 10                  |
| 2023                  | Mary Earps (Manchester United FC)                   | 28                  | Cata Coll (FC Barcelona)                         | 14                  | Mackenzie Arnold (West Ham United)                      | 12                  |
| 2024                  | Alyssa Naeher (Chicago Red Stars)                   | 26                  | Cata Coll (FC Barcelona)                         | 22                  | Mary Earps (Manchester United FC i París Saint-Germain) | 11                  |

Nota: Club a la temporada del premi. No inclosos anteriors guardons del FIFA World Player.

### Entrenadors
(Noms i banderes segons l'època)
| Categoria masculina | Categoria masculina                    | Categoria masculina | Categoria masculina                                 | Categoria masculina | Categoria masculina                        | Categoria masculina |
| Edició              | Primer                                 |                     | Segon                                               |                     | Tercer                                     |                     |
| ------------------- | -------------------------------------- | ------------------- | --------------------------------------------------- | ------------------- | ------------------------------------------ | ------------------- |
| 2016                | Claudio Ranieri (Leicester City FC)    | 22,06               | Zinédine Zidane (Reial Madrid CF)                   | 16,54               | Fernando Santos (Portugal)                 | 16,24               |
| 2017                | Zinédine Zidane (Reial Madrid CF)      | 46,22               | Antonio Conte (Chelsea FC)                          | 11,62               | Massimiliano Allegri (Juventus FC)         | 8,78                |
| 2018                | Didier Deschamps (França)              | 30,52               | Zinédine Zidane (Reial Madrid CF)                   | 25,74               | Zlatko Dalić (Croàcia)                     | 11,81               |
| 2019                | Jürgen Klopp (Liverpool FC)            | 48                  | Pep Guardiola (Manchester City FC)                  | 38                  | Mauricio Pochettino (Tottenham Hotspur FC) | 27                  |
| 2020                | Jürgen Klopp (Liverpool FC)            | 24                  | Hans-Dieter Flick (FC Bayern)                       | 24                  | Marcelo Bielsa (Leeds United FC)           | 11                  |
| 2021                | Thomas Tuchel (Chelsea FC)             | 28                  | Roberto Mancini (Itàlia)                            | 15                  | Pep Guardiola (Manchester City FC)         | 14                  |
| 2022                | Lionel Scaloni (Argentina)             | 28                  | Carlo Ancelotti (Real Madrid CF)                    | 17                  | Pep Guardiola (Manchester City FC)         | 12                  |
| 2023                | Pep Guardiola (Manchester City FC)     | 28                  | Luciano Spalletti (SSC Nàpols i Itàlia)             | 18                  | Simone Inzaghi (FC Inter de Milà)          | 11                  |
| 2024                | Carlo Ancelotti (Real Madrid CF)       | 26                  | Xabi Alonso (Bayer Leverkusen)                      | 22                  | Pep Guardiola (Manchester City FC)         | 10                  |
| Categoria femenina  |                                        |                     |                                                     |                     |                                            |                     |
| 2016                | Silvia Neid (Alemanya)                 | 29,99               | Jill Ellis (Estats Units)                           | 16,68               | Pia Sundhage (Suècia)                      | 16,47               |
| 2017                | Sarina Wiegman (Països Baixos)         | 36,28               | Nils Nielsen (Dinamarca)                            | 12,64               | Gérard Prêcheur (Olympique de Lió)         | 9,37                |
| 2018                | Reynald Pedros (Olympique de Lió)      | 23,15               | Sarina Wiegman (Països Baixos)                      | 15,31               | Asako Takakura (Japó)                      | 12,80               |
| 2019                | Jill Ellis (Estats Units)              | 48                  | Phil Neville (Anglaterra)                           | 40                  | Sarina Wiegman (Països Baixos)             | 31                  |
| 2020                | Sarina Wiegman (Països Baixos)         | 26                  | Jean-Luc Vasseur (Olympique de Lió)                 | 20                  | Emma Hayes (Chelsea FC)                    | 12                  |
| 2021                | Emma Hayes (Chelsea FC)                | 22                  | Lluís Cortés (FC Barcelona)                         | 19                  | Sarina Wiegman (Països Baixos)             | 14                  |
| 2022                | Sarina Wiegman (Anglaterra)            | 28                  | Sonia Bompastor (Olympique de Lió)                  | 18                  | Pia Sundhage (Brasil)                      | 10                  |
| 2023                | Sarina Wiegman (Anglaterra)            | 28                  | Emma Hayes (Chelsea FC)                             | 18                  | Jonatan Giráldez (FC Barcelona)            | 14                  |
| 2024                | Emma Hayes (Chelsea FC i Estats Units) | 23                  | Jonatan Giráldez (FC Barcelona i Washington Spirit) | 20                  | Arthur Elias (Corinthians i FC Barcelona)  | 13                  |

Nota: Club a la temporada del premi. No inclosos anteriors guardons.